# Chantal Julie Nlend
Chantal Julie Nlend, née Chantal Julie Ngo Mbo, est une romancière, scénariste et réalisatrice camerounaise. 

## Biographie
Chantal Julie Nlend est née au Cameroun milieu des années 1960. Elle est de l'ethnie Bassa et est originaire de la forêt tropicale du littoral. Elle fait une formation en sciences et est technicienne en sciences pharmaceutiques de profession. 
Elle commence sa carrière littéraire en 2004 avec un roman intitulé Bataille de bâtard, suivi en 2005 par Ménages d'Afrique (les Sacrifiés), puis en 2008 par Calvaire de drépanocytaires.
Elle se lance dans le cinéma en 2007 en tant que scénariste et productrice avec le long métrage de fiction La cicatrice, réalisé par Léopold Magloire B. Yando. Son court métrage Merveilleuse Marza fait partie de la sélection officielle de la première édition du festival Mis Me Binga en 2010. En 2011, elle réalise La Liste, un film documentaire sur la dot. Le film est en compétition pour l'Ecran d'Afrique Centrale lors de 15e édition du Festival Écrans Noirs.
En 2021, elle publie deux nouveaux ouvrages, De chair et d'esprit et Libertés bridées.

## Publications
- 2004 : Batailles de bâtard, éditions Proximité, Yaoundé, 220 p.,  (ISBN 9956-429-00-7)
- 2005 : Ménages d’Afrique (Les sacrifiés), Presses Universitaires de Yaoundé (Puy), 254p.,  (ISBN 2-84936-025-2)
- 2008 : Calvaire de drépanocytaires, Editions Ifrikiya, Yaoundé, 176p.,  (ISBN 9956-473-05-7)
- 2010 : Le 3e Congrès, Editions Ifrikya, Yaoundé, 150p.,  (ISBN 9956-473-29-4)
- 2017 : De chair et d'esprit, Editions Proximité, 174p. Yaoundé,  (ISBN 9956-473-29-4)
- 2021 : Libertés bridées, Editions Proximité, Yaoundé, 154p. ,  (ISBN 9956-473-29-4)

## Filmographie
- 2010 : Les murs s'écroulent
- 2010 : Merveilleuse Marza
- 2010 : Le commerce de la mort
- 2011 : La liste
- 2014 : Le proviseur
- 2014: Sona Baka